# Büyükkazanlı, Siverek
Büyükkazanlı là một xã thuộc huyện Siverek, tỉnh Şanlıurfa, Thổ Nhĩ Kỳ. Dân số thời điểm năm 2011 là 483 người.